# 뤄양시
뤄양(중국어 간체자: 洛阳, 정체자: 洛陽, 병음: Luòyáng)은 허난성의 도시로, 동주와 후한 그리고 육조 시대의 옛 수도이다. 흔히 낙양이라 불린다.

## 명칭
원래 낙양(洛陽)이라는 이름은 도시가 낙수(洛水)의 북쪽에 위치한 데에서 유래되었다. 강은 서쪽에서 동쪽으로 흐르고 해는 강의 남쪽 부분에서 뜨기 때문에 햇빛은 항상 강의 북쪽 부분이 받게 된다.(이것은 중국의 오래된 작명 방식이다) 낙양은 몇 세기 동안 낙읍(洛邑), 낙주(洛州)와 같은 다양한 이름으로 불렸다. 또한 당나라 때는 동쪽의 수도라는 의미로 동도(東都)라 불렸고 송나라 때는 서쪽의 수도라는 의미로 서경(西京) 혹은 경락(京洛)으로 불리었다.
주나라 시절에는 낙수와 마찬가지로 雒陽, 洛陽 등의 표기가 공존했고, 진나라는 수덕(물의 덕)을 표방했으므로 洛陽을 공식화했다. 한나라는 화덕(불의 덕)을 숭상했으므로 洛(낙)의 삼수변을 꺼려 雒陽을 사용했으나, 위나라는 토덕(흙의 덕)을 내세웠으므로 다시 洛陽으로 돌아갔다.
또, 낙양의 북쪽에 있는 북망산(北邙山)은 하남성[河南省] 낙양[洛陽] 북쪽에 있는 산으로, 옛날의 왕후나 공경[公卿]들이 대부분 이곳에 묻혔다. 북망산(北邙山)의 본래 이름은 망산(邙山)이다. 망산이 낙양의 북쪽에 위치하기에 북망산이라 불리는 것이다. 본래 북망산은 풍광이 수려한 명산이었다. 그러나 그 수려한 풍광 때문에 명당을 찾는 고관대작들이 하나둘씩 북망산에 묏자리를 만들었고 북망산을 공동묘지로 만들었다.

## 역사
하나라, 상나라, 주나라 때에 이 곳으로 도읍을 잡아 생활했다는 말이 갑골문에 전해진다. 그리고 고제 유방(劉邦)이 세운 한나라 시기에 대도시로 발전하고, 황하를 통해 물자가 많이 들어와 경제적으로 발달한 도시로 거듭난다. 그 이후  광무제 유수(劉秀)가 다시 외척 왕망(王莽)을 무찌르고 낙양에 수도를 두어 도시 발전에 힘을 쓴다. 그 결과 낙양은 경제적으로나 정치적으로나 모든 면에서 상당히 발전한 도시가 된다.
후한 말 십상시의 난 끝에 정권을 잡은 동탁이 전횡을 휘두르자 반동탁 연합군이 궐기하였다. 상국 동탁은 이를 피해 장안으로 천도하고 낙양에 불을 질러 깡그리 폐허로 만들었다. 이 사건 이후로 옛날이나 지금이나 뤄양 시민들은 동탁에 대해서 깊은 반감을 가지고 있으며, 동(董)씨 성을 가진 사람들을 혐오한다. 동탁은 멋대로 권력을 휘두르다가 왕윤과 여포에게 죽었지만 중앙 정부가 마비되면서 각지에서 군벌들이 난립하였다. 그 중 강력했던 군벌인 조조가 황제에게 건의하여 낙양을 재건하는 한편 수도를 임시로 허난성에 있는 허(許)로 옮겼다. 위나라가 세워지고 조조의 아들 문제 조비가 낙양을 다시 정비하여 새로이 황궁이 들어서고 많은 주민들이 이 곳으로 이사를 와 가장 화려하고 번창한 도시로 부활하였다. 위를 이은 서진 역시 수도를 낙양에 두었다.
그러나 화려한 번영을 누리던 도중, 4세기에 들어 북방의 유목민족들이 화북에 침입해오기 시작했다. 허난성은 후조(319~351), 전연(334~370), 전진(351~394), 후연(384~407), 후진(384~417) 등이 점령했었다. 439년 북위(386~534)가 북중국을 통일했고, 493년에는 수도를 낙양으로 옮겼다. 이후 이곳에서 하음의 변이 일어났다.
북위는 534년에 분열되었고, 589년에는 수나라가 중국을 통일하였다. 수 양제 양광(楊廣)은 백성들의 의견은 듣지도 않고 무리를 하면서까지 아버지인 수 문제 양견(楊堅)이 수도를 장안(長安)에 두었던 것을 낙양으로 옮기려 하였는데, 이는 수나라가 망하는 한 원인이 되기도 했다. 양광은 황위에 오르고 백성들로 하여금 강제로 토목 공사를 시켜 낙양에 큰 대수궁을 짓고 큰 운하를 만들었다.
수나라가 멸망하고 당나라가 중국을 재통일하면서 낙양은 장안 다음으로 큰 도시가 된다. 낙양은 강남의 물자들과 장안의 군사·정치와 연계되는 집적지로서 동도(東都)로도 불리며 번영을 이루었다.
그러나 당나라가 쇠퇴·멸망하면서 위수 유역의 군사적·경제적 지위는 시들해졌고, 강남의 생산력을 화북으로 옮겨보내던 집적지로서의 지위는 보다 동쪽의 개봉에 대신 내주게 되었다. 이후 오대십국 시대를 거쳐 건국된 송나라에서는 점점 개봉이 본격적인 수도가 되었다. 나아가, 원나라 이후로는 정치적 중심지가 몽골 고원 동쪽의 기마군사력을 배경으로 한 북경으로 이동하였고, 이것을 남경이 강남의 부유함으로 지탱하는 형태가 확립되면서 낙양은 역사적인 수도로서의 기능을 상실하게 되었다. 이 때문에 중국 본토의 중심지로서의 중요성은 저하되었으나, 하남 지역의 주요 도시로서의 지위는 현재까지 이어지고 있다.
명나라와 청나라 시기에는 하남부(河南府)의 치소(治所)가 설치되었다. 중화민국 성립 이후에는 낙양전구(專區)가 설치되었다. 1944년에는 대륙타통작전에 의해 일본군에게 점령되었다. 1948년, 낙양시는 현급시로 설치되어 낙양지구의 관할 아래 놓였다가, 1958년에 지급시로서의 낙양시가 성립되어 오늘날에 이른다.

## 지리 및 기후
뤄양은 허난성서부, 황하 중류에 위치해 있다. 동쪽으로 정저우, 남동쪽으로 핑딩 산, 남쪽으로 난양, 서쪽으로 싼먼샤, 북쪽으로 지위안, 북동쪽으로 자오쭤와 접한다.
지형은 산지가 45.51%, 구릉이 40.73%, 평원이 13.8%로 이루어져있다.
뤄양의 기후는 대륙성 기후에 속해 있다. 연평균 기온은 14.2°C이며, 강수량은 546mm이다.
| 뤄양의 기후                                                        | 뤄양의 기후 | 뤄양의 기후 | 뤄양의 기후 | 뤄양의 기후 | 뤄양의 기후 | 뤄양의 기후 | 뤄양의 기후  | 뤄양의 기후  | 뤄양의 기후 | 뤄양의 기후 | 뤄양의 기후 | 뤄양의 기후 | 뤄양의 기후   |
| 월                                                                 | 1월         | 2월         | 3월         | 4월         | 5월         | 6월         | 7월          | 8월          | 9월         | 10월        | 11월        | 12월        | 연간          |
| ------------------------------------------------------------------ | ----------- | ----------- | ----------- | ----------- | ----------- | ----------- | ------------ | ------------ | ----------- | ----------- | ----------- | ----------- | ------------- |
| 일평균 최고 기온 °C (°F)                                           | 6.1 (43.0)  | 8.5 (47.3)  | 14.5 (58.1) | 21.9 (71.4) | 27.7 (81.9) | 32.7 (90.9) | 32.4 (90.3)  | 30.9 (87.6)  | 26.8 (80.2) | 21.6 (70.9) | 14.2 (57.6) | 8.1 (46.6)  | 20.5 (68.8)   |
| 일평균 최저 기온 °C (°F)                                           | −3.9 (25.0) | −1.9 (28.6) | 3.3 (37.9)  | 9.7 (49.5)  | 15.1 (59.2) | 20.3 (68.5) | 23.1 (73.6)  | 22.1 (71.8)  | 16.5 (61.7) | 10.3 (50.5) | 3.6 (38.5)  | −2.1 (28.2) | 9.7 (49.4)    |
| 평균 강수량 mm (인치)                                              | 7.6 (0.30)  | 13.4 (0.53) | 27.1 (1.07) | 38.1 (1.50) | 52.1 (2.05) | 66.3 (2.61) | 136.6 (5.38) | 100.8 (3.97) | 78.5 (3.09) | 45.3 (1.78) | 26.9 (1.06) | 9.6 (0.38)  | 602.3 (23.72) |
| 출처: National Meteorological Center of the 중국기상국. "Luoyang". |             |             |             |             |             |             |              |              |             |             |             |             |               |

## 인구 및 주민
총 인구는 654만명이고, 시내의 각 구 인구는 140만명이다.
뤄양 시는 32개의 민족들이 거주하며 그 중 한족이 602만명으로 뤄양 시 인구의 98.8%를 차지한다. 그 다음 소수 민족은 8만명으로 뤄양 시 인구의 1.2%를 차지한다. 그 중 후이족, 만주족과 몽골족이 대부분을 차지한다.

## 행정 구역

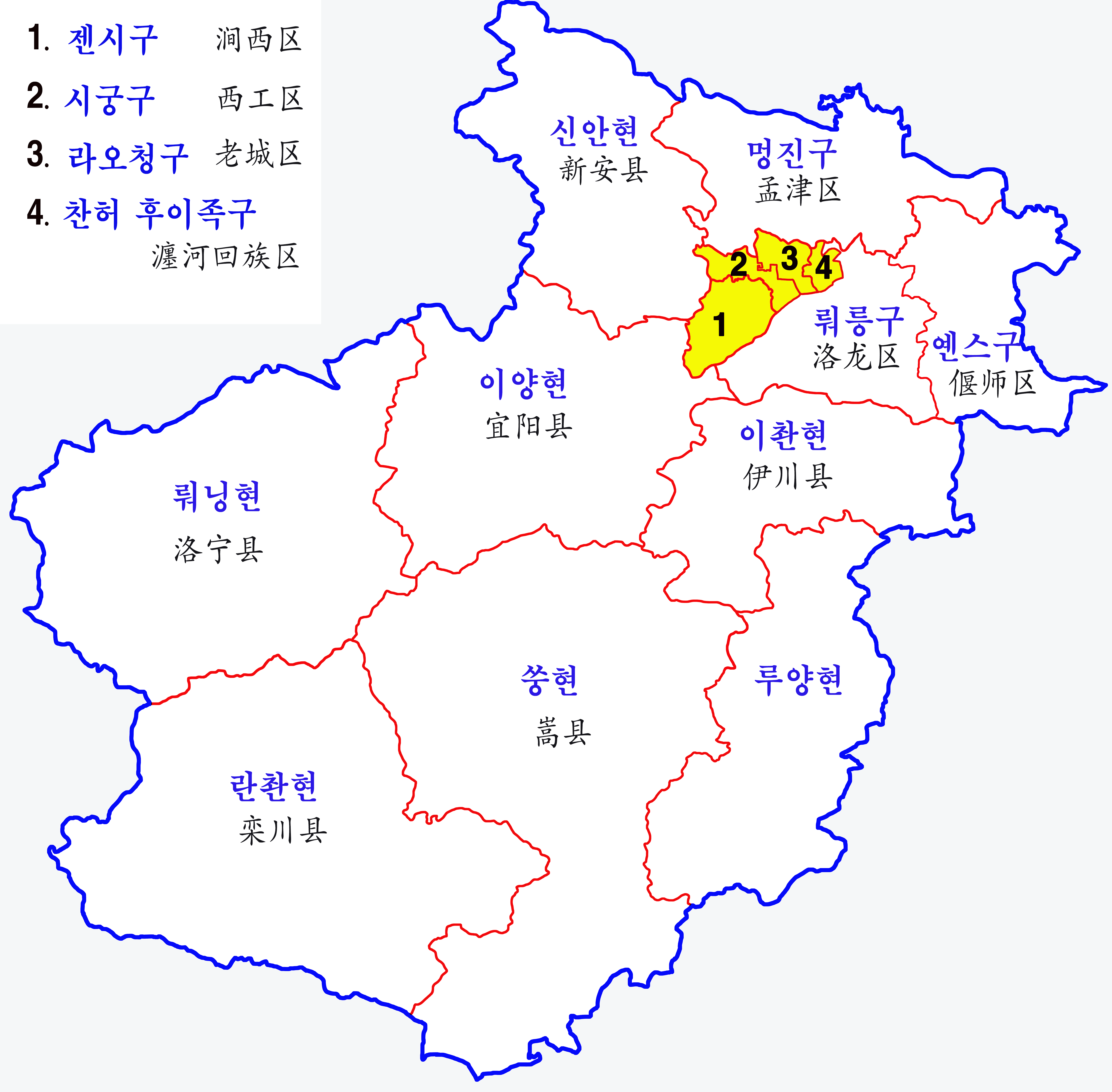
뤄양 시 현급 행정구역도

7개의 시할구, 7개의 현으로 구성되어 있다.

### 시할구
- 시궁구(西工區)
- 젠시구(澗西區)
- 라오청구(老城區)
- 찬허 후이족구(瀍河回族區)
- 뤄룽구(洛龍區)
- 멍진구(孟津區)
- 옌스구(偃師區)

### 현
- 신안현(新安縣)
- 이촨현(伊川縣)
- 뤄닝현(洛寧縣)
- 루양현(汝陽縣)
- 롼촨현(欒川縣)
- 이양현(宜陽縣)
- 쑹현(嵩縣)

## 지역 교류
뤄양시는 다른 많은 나라의 도시들과 우호적 관계를 맺고 있다.
- 미국 라크로세
- 프랑스 투르
- 일본 오카야마현 오카야마시
- 대한민국 부여군
- 불가리아 플로브디프

### 우호 도시
- 대한민국 광주광역시

## 교통
멍진현에 뤄양 베이자오 공항이 있다.

## 사건
- 뤄양 크리스마스 화재

## 같이 보기
- 중국의 옛 수도